# Mañón
Mañón es un municipio español situado en la parte oriental de la comarca de Ortegal, en la provincia de La Coruña (Galicia). Es el municipio más septentrional de España.

## Geografía
Este término municipal forma una estrecha y larga franja de terreno entre las provincias de Lugo y La Coruña, ocupando la vertiente occidental del río Sor, que marca el límite entre ambas entidades. La principal vía de comunicación es la carretera AC-862, que arranca en Jubia, al fondo de la ría de Ferrol, y termina en el puente sobre el río Sor, límite provincial con Lugo.
La característica geográfica más notable del término de Mañón es que en él se encuentra el punto más septentrional de España. Se trata del cabo de la Estaca de Bares, si se considera el límite de la plataforma continental, y ya en el mar cercano, las tierras emergidas más septentrionales de España son algunas rocas anexas a un pequeño islote conocido como el Estaquín de Sigûelos, situadas en latitud 43°47′29.29″. 
La capitalidad del municipio es la localidad de Puerto del Barquero, en la parroquia de Mogor, donde se halla la casa consistorial, el centro de salud, la estación de ferrocarril y otras dependencias. En ella nació el arqueólogo, historiador  y político Federico Maciñeira y Pardo de Lama.
Mañón limita con los municipios coruñeses de Ortigueira y Puentes de García Rodríguez, y con los municipios lucenses de Muras, Orol, y Vicedo.

## Geografía humana

### Demografía
Cuenta con una población de 1223 habitantes (INE 2024).
| Gráfica de evolución demográfica de Mañón entre 1842 y 2023 |
| |
| Población de derecho según los censos de población del INE Población de hecho según los censos de población del INEEn estos censos se denominaba Maañón: 1842, 1857 y 1860 |

## Parroquias
Parroquias que forman parte del municipio:
- Bares (Santa María)
- Grañas (San Mamed)[7]
- Mañón (Santa María)
- Mogor (Santa María)
- Riberas del Sor[5] (San Cristóbal)[7]